# 25x5 - The Continuing Adventures of the Rolling Stones
25x5 - The Continuing Adventures of the Rolling Stones is een documentaire over de groep The Rolling Stones tussen 1963 en 1989.

## Nummers
- Interview met Mick Jagger (VS, Autumn 1989)
- Interview met Keith Richards (VS, Autumn 1989)
- Interview met Charlie Watts (VS, Autumn 1989)
- You Better Move On - Arthur Haynes Show 07-02-1964
- Interview met Brian Jones (Belfast 06-01-1965, van Ulster TV ‘Six Five’)
- Interview met Bill Wyman (VS, Autumn 1989)
- Little Red Rooster - Ready, Steady, Go! 20-11-1964
- Around And Around - Hull 21-09-1964
- Mercy Mercy - Richmond 07-08-1964
- I just want to make love to you - Hollywood Palace, 03-06-1964
- Carol - Scheveningen 08-08-1964
- Time Is On My Side - Ed Sullivan Show 25-10-1964
- Interview met Mick Jagger, Keith Richards, Bill Wyman & Charlie Watts (Fort Wayne 12-11-1964)
- Interview met Mick Jagger & Brian Jones (Shindig, US TV 20-05-1965)
- How Many More Years - Shindig! 20-05-1965
- The Last Time - Shindig! 20-05-1965
- Interview met Tony King (VS, Autumn 1989)
- (I can't get no) Satisfaction - Shindig! 28-07-1965
- (I can't get no) Satisfaction - Ed Sullivan Show 13-02-1966
- 19th Nervous Breakdown - Ed Sullivan Show 13-02-1966
- Have You Seen Your Mother, Baby, Standing In The Shadow? - Londen 23-09-1966
- Paint It Black - Ed Sullivan Show 11-09-1966
- Interview met Mick Jagger (Ongar, UK Granada TV ‘World In Action’, 31-07-1967)
- Let’s Spend The Night Together - Ed Sullivan Show 15-01-1967
- You Can't Always Get What You Want - Rock 'n Roll Circus 11-12-1968
- Interview met Bill Wyman (ca. 1974, BBC TV ‘All You Need Is Love’-serie)
- Interview met Keith Richards (Sydney Airport 09-02-1973)
- Eulogy voor Brian Jones (London, Hyde Park 05-07-1969)
- Honky Tonk Women - London, Hyde Park 05-07-1969
- Interview met Ron Wood (VS, Autumn 1989)
- Trouwdag van Mick Jagger/Bianca Perez (St. Tropez 12-05-1971)
- Interview met Alan Dunn (VS, Autumn 1989)
- Interview with Bill Wyman (New York 25-07-1972, van US TV ‘Dick Cavett Show’)
- Interview met Mick Jagger (New York 25-07-1972, van US TV ‘Dick Cavett Show’)
- Brown Sugar - New York, 5th Avenue 01-05-1975,
- Star Star - Parijs 06-06-76
- Star Star - Oshawa, 22-04-1979, eerste show
- Before They Make Me Run - Largo 05-05-1979
- Mannish Boy - Chicago 22-11-1981
- (I can't get no) Satisfaction - Hampton 18-12-1981
- Interview met Charlie Watts (Hertfordshire, Elstree Studios 01 of 02-05-1986)
- Just Another Night - Melbourne 15-10-1988
- Take It So Hard - Los Angeles 15-12-1988
- Hall Of Fame - inneem ceremonie (New York, Waldorf Astoria Hotel 18-01-1989)
- Mixed Emotions - repetitie, Montserrat, Air Studios, april 1989
- Trouwdag van Keith Richards/Patti Hansen (Cabo St. Lucas 18-12-1983)
- Trouwdag van Ron Wood/Jo Howard (Denham 02-01-1985)
- Trouwdag van Bill Wyman/Mandy Smith (Londen, 05-06-1989)
- + filmpjes van promo's, newscasts and official movies through the years